# Roman Abramovich
Roman Arkadyevich Abramovich (em russo:   Рома́н Арка́дьевич Абрамо́вич,pronunciado [rɐˈman ɐrˈkadʲjɪvʲɪtɕ ɐbrɐˈmovʲɪtɕ]; em hebraico:  : רומן אברמוביץ'; Saratov, 24 de outubro de 1966) é um bilionário russo luso-israelita.
Abramovich ocupa em 2022, a 142.ª posição no ranking das pessoas mais ricas do planeta, segundo a lista de bilionários da Forbes com 12,3 bilhões de dólares.
O Jerusalem Post descreveu Abramovich de "megafilantropo" e "um defensor ardente e de longa data da cultura judaica em todo o mundo". Ele foi reconhecido pelo Fórum para a Cultura e Religião Judaicas por sua contribuição de mais de 500 milhões de dólares para causas judaicas na Rússia, Estados Unidos, Grã-Bretanha, Portugal, Lituânia, Israel e outros lugares nos últimos 20 anos.

## Vida pessoal

### Família
A família de Abramovich é judia. A sua mãe — Irina Vasilievna Abramovich (nome de solteira — Mikhailenko) — era professora de música. Morreu quando Roman tinha 1 ano de idade. O seu pai — Aron (Arkady) Abramovich Leibovich (1937 a 1969) — trabalhou no conselho econômico da República Autônoma de Komi.
Os avós maternos de Abramovich foram Vasily Mikhailenko e Faina Borisovna Grutman, ambos nascidos na Ucrânia. Foi em Saratov, nos primeiros dias da Segunda Guerra Mundial, que a avó materna, Faina Borisovna Grutman, fugiu da Ucrânia. Irina tinha então três anos.
Os avós paternos de Abramovich — Nachman Leibovich e Toybe (Tatyana) Stepanovna Abramovich — eram judeus que viveram na Bielorrússia e após a revolução mudaram-se para Tauragė, na vizinha Lituânia, com a grafia lituana do nome de família sendo Abramavičius.
Em 1940, o poder soviético chegou à Lituânia. Pouco antes do início da guerra nos territórios fronteiriços ocidentais da URSS, os soviéticos “eliminaram o elemento anti-soviético, criminoso e socialmente perigoso”. Famílias foram enviadas para a Sibéria. Os avós de Abramovich foram separados quando deportados. O pai, a mãe e os filhos — Leib, Abram e Aron (Arkady) — foram em carros diferentes. Muitos dos deportados morreram nos campos. Entre eles estava o avô de Abramovich. Nachman Leibovich morreu em 1942 no campo do NKVD no assentamento de Resheti, Território de Krasnoyarsk.
Tendo perdido ambos os pais antes dos quatro anos de idade, Abramovich foi criado por parentes e passou grande parte de sua juventude na República de Komi, no norte da Rússia.
Abramovich foi casado e divorciado três vezes. Em dezembro de 1987, após uma breve passagem pelo exército soviético, casou-se com Olga Yurevna Lysova; de quem se divorciou em 1990. Em outubro de 1991, casou-se com uma hospedeira de bordo da Aeroflot, Irina Malandina. Tiveram cinco filhos; Ilya, Arina, Sofia, Arkadiy e Anna. O casal divorciou-se em 2007. Em 15 de outubro de 2006, o News of the World noticiou que Irina havia contratado dois importantes advogados de divórcio no Reino Unido, após relatos sobre o relacionamento próximo de Abramovich com Dasha Zhukova, então com 25 anos, filha de um proeminente oligarca russo, Alexander Zhukov. Especulou-se que um futuro acordo de divórcio (totalizando uma estimativa de 5,5 mil milhões de libras (6,5 mil milhões de euros)) poderia ser o maior já registrado. Os Abramovich responderam que nenhum dos dois havia consultado advogados até aquele momento. No entanto, acabaram por se divorciar na Rússia em março de 2007, com um acordo de 300 milhões de dólares (213 milhões de euros). Abramovich casou-se com Zhukova em 2008, com quem teve dois filhos, Aaron Alexander e Leah Lou. Em agosto de 2017, o casal anunciou que se separaria; e o seu divórcio foi finalizado em 2018.

### Nacionalidades
Abramovich nasceu com nacionalidade soviética, convertida em nacionalidade russa após a dissolução da União Soviética.
Em maio de 2018, obteve nacionalidade israelense pela lei do retorno, por ser judeu.
Por ser descendente de judeus lituanos, ele e os seus filhos têm o direito à nacionalidade daquele país.
Embora seja majoritariamente de origem asquenaze, Abramovich afirma ter descoberto alguns ancestrais sefarditas da comunidade judaica portuguesa de Hamburgo. Em abril de 2021 naturalizou-se como cidadão português, ao abrigo da lei da nacionalidade portuguesa como descendente de judeus sefarditas.

### Riqueza
De acordo com a Forbes, em março de 2011, ele tinha um patrimônio líquido de US $ 13,4 bilhões acima dos US $ 11,2 bilhões no ano anterior, classificando-o como a pessoa mais rica 53 no mundo. Antes da crise financeira, ele foi considerado para ser a segunda pessoa mais rica que vive no Reino Unido. No início de 2009, The Times estimou que, devido à crise econômica global que perdeu 3 000 milhões de libras, dos 11700 milhões de libras do seu património. Em novembro de 2021, a Forbes estimava a sua fortuna em 14300 milhões de dólares. Tal torna-o o segundo mais rico cidadão de Israel, o 11.º da Rússia e o mais rico de Lituânia e Portugal. É o maior doador vivo russo, com doações entre 1999 e 2013 a superar 2500 milhões de dólares para construção de escolas, hospitais e infraestruturas em Chukotka.

### Chelsea F. C.
Em junho de 2003, Abramovich tornou-se o proprietário das empresas que controlam o Chelsea Football Club no oeste de Londres. O antigo dono do clube era Ken Bates, que passou a comprar o Leeds United. O Chelsea embarcou imediatamente num ambicioso programa de desenvolvimento comercial, com o objetivo de torná-lo uma marca mundial a par de dinastias do futebol como Manchester United e Real Madrid, e também anunciou planos para construir um novo complexo de treino de última geração em Cobham, Surrey.
Na sua gestão, o Chelsea foi o único clube europeu que conquistou todos os títulos possíveis à sua disposição até então, sendo também a equipe inglesa mais bem-sucedida nesse período. A sua administração também foi marcada por rápidas rotatividades de treinadores, que poderiam ser demitidos a qualquer momento se não trouxessem sucesso imediato e o mantivessem.
O primeiro treinador do Chelsea na era Roman Abramovich foi o português José Mourinho, em 2004. O técnico tinha acabado de ganhar a Champions League ao serviço do Futebol Clube do Porto, de Portugal.
Altos foram também os gastos de Abramovich com compras de jogadores de futebol portugueses. Segundo contas do jornal Record, ele gastou 165,1 milhões de euros em Portugal: 90,9 com jogadores do Benfica, e 74,2 com jogadores do FC Porto.
Em 6 de maio de 2022, Abramovich vendeu o clube para o empresário norte-americano, Todd Boehly, além dos empresários e investidores, Hansjörg Wyss e Mark Walter, através de um consórcio no valor de 4,25 bilhões de libras.

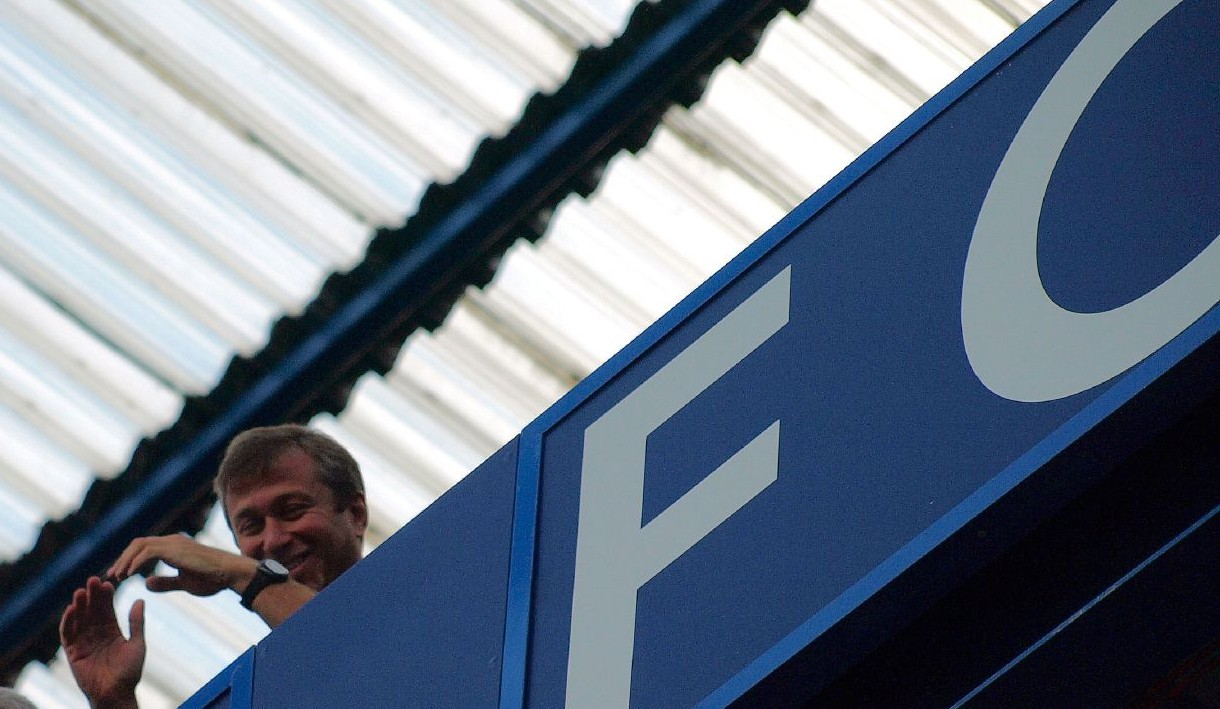
Abramovich no Stamford Bridge.

Títulos conquistados pelo Chelsea na Era Abramovich, entre 2003 e 2022:
- Copa do Mundo de Clubes da FIFA: 2021
- Liga dos Campeões da UEFA: 2011–12 e 2020–21
- Liga Europa da UEFA: 2012–13 e 2018–19
- Supercopa da UEFA: 2021
- Campeonato Inglês: 2004–05, 2005–06, 2009–10, 2014–15 e 2016–17
- Copa da Inglaterra: 2006–07, 2008–09, 2009–10, 2011–12 e 2017–18
- Copa da Liga Inglesa: 2004–05, 2006–07 e 2014–15
- Supercopa da Inglaterra: 2005 e 2009

### Chelsea FC e a luta contra o racismo
Globalmente, Abramovich é conhecido como o dono do Chelsea Football Club da Premier League, que ele usa para motivar, educar e inspirar os fãs a lutarem contra o antissemitismo, o racismo e o ódio. Abramovich lidera e financia uma campanha global única e abrangente, sob o lema ‘Diga não ao anti-semitismo’, dedicada a aumentar a conscientização sobre os males do anti-semitismo de uma perspectiva educacional. O clube trabalha com personalidades e autoridades de todo o mundo para ajudar a divulgar a mensagem. Como parte desse esforço, os jogadores, a gerência, a equipe e os fãs do Chelsea costumam encontrara-se pessoalmente com os sobreviventes do Holocausto. A campanha envolve parceiros como o Congresso Mundial Judaico, A Liga Anti Difamação (ADL), a B'nai B'rith International, o Holocaust Educational Trust e a Conferência dos Presidentes das Principais Organizações Judaicas Americanas.
Em 8 de junho de 2021, o relatório da Liga Anti-Difamação intitulado "Anti-semitismo no futebol europeu está em crescendo" diz que "A experiência do proprietário judeu do Chelsea FC, Roman Abramovich, destaca o fenômeno. Ele tem sido repetidamente alvo do Twitter com conteúdos anti-semitas, com tweets como:
- “Roman Abramovich é judeu, pare de apoiar o Chelsea”
- “Os judeus realmente governam o mundo. Fiquei surpreso ao saber que Roman Abramovich é um.”
- “@premierleague manipula resultados para o judeu Abramovich”
- “[O técnico do Chelsea, Thomas] Tuchel não vai receber apoio no verão. Ele é alemão e Abramovich é um judeu.”
- “Garanto que [o jogador do Chelsea Timo] Werner faria 30 golos nesta temporada se não soubesse que Roman Abramovich era judeu”
De acordo com a ADL, "Abramovich é dono do Chelsea FC há 18 anos e o Chelsea FC tem sido uma voz de liderança no futebol europeu contra o anti-semitismo, tendo executado grandes programas educativos para os seus adeptos e para uma rede de escolas que o Chelsea FC adotou para promover sua agenda anti-racismo".
Roman Abramovich, ele próprio uma vítima do anti-semitismo online, tornou o combate ao anti-semitismo e à intolerância nos desportos um foco da sua atenção. Em julho de 2021, o Chelsea FC e a Liga Anti- Difamação uniram-se para combater a intolerância. As duas instituições já trabalham juntas no “No Place for Hate”, destinado essencialmente a crianças em idade escolar.
No comunicado que anunciou aquela parceria com a ADL, Bruce Buck, o presidente do Chelsea FC, aludiu a ataques anti-semitas online a Abramovich e a ataques racistas a jogadores. A fundação Chelsea financiará o Centro de Extremismo da ADL — que fornece informações sobre atividades extremistas para a aplicação da lei — e o trabalho dessa organização com o Institute for Strategic Dialogue e com o BINAH Europe, para estudantes não judeus aprenderem sobre anti-semitismo e identidade judaica.
O proprietário do Blues tem sido frequentemente descrito como um bilionário russo após sua aquisição do clube em 2003. No entanto, nos últimos anos, depois que ele se tornou um cidadão de Israel e lançou a campanha Diga não ao anti-semitismo através do Chelsea, o fato de ele ser judeu passou a estar em foco. Ele foi sujeito a abusos sem precedentes nas redes sociais, totalizando quase 3 000 mensagens em maio de 2021, coincidindo com o anti-semitismo e o racismo no Reino Unido em meio a conflitos no Oriente Médio.
O presidente-executivo da Kick It Out, Tony Burnett, saudou o papel do Chelsea na luta contra o anti-semitismo, prometendo que aquela organização anti-discriminação agora buscará seguir o exemplo dos Blues. "Historicamente, alega-se que o Kick It Out foi formado para combater o racismo contra jogadores e treinadores negros. Analisamos a nossa estratégia e percebemos que não estávamos fazendo o suficiente no anti-semitismo, pelo que reunimos um grupo de partes interessadas com vasta experiência nesta área".
Em 21 de novembro de 2021, numa rara visita a Londres, Abramovich visitou as galerias dedicadas ao Holocausto no Museu Imperial da Guerra, tendo sido ele a doar fundos para o projeto. Nesse dia, de tarde, voltou ao estádio do Chelsea na companhia do Presidente de Israel, Isaac Herzog. Este declarou: “Obrigado, Roman Abramovich, Bruce Buck, líderes, jogadores e membros do Chelsea. (...) Seu clube de futebol é um exemplo brilhante de como os esportes e as equipes podem ser uma força do bem e para moldar um amanhã mais tolerante".

### As doações de caridade
Abramovich doa mais dinheiro para a caridade do que qualquer outro russo. Desde 1999, Abramovich já doou mais de US $ 2,5 bilhões para construir escolas, hospitais e infra-estrutura em Chukotka. Além disso, a Evraz Plc (EVR), a siderúrgica em parte propriedade de Abramovich, doou $ 164 000 000 para projetos sociais, entre 2010 até 2012, um montante que não é contado na de Abramovich $ 310 milhões de doações durante este período.
O Jerusalem Post chamou Abramovich de "megafilantropo" e "um defensor ardente e de longa data da cultura judaica em todo o mundo". Ele foi reconhecido pelo Fórum para a Cultura e Religião Judaicas por sua contribuição de mais de US $ 500 milhões para causas judaicas na Rússia, Estados Unidos, Grã-Bretanha, Portugal, Lituânia, Israel e outros lugares nos últimos 20 anos.
Simbolicamente, Abramovich decidiu estabelecer uma floresta com cerca de 25 000 árvores, em memória dos judeus da Lituânia que morreram no Holocausto, além de um memorial virtual e um tributo aos judeus lituanos.
Abramovich é o presidente da Federação das Comunidades Judaicas da Rússia, mandatário do Museu Judaico de Moscovo e é benemérito do movimento Chabad.
Juntamente com Michael Kadoorie e Jacob Safra, Abramovich é um dos principais beneméritos da comunidade judaica portuguesa e da B'nai B'rith International Portugal.
Ele também fez uma doação substancial para a reabilitação do cemitério judaico de Altona, hoje um bairro da cidade de Hamburgo. O projecto é executado pela B'nai B'rith International Portugal em parceria com o Chabad de Hamburgo.
Em 2015, Abramovich doou aproximadamente US $ 30 milhões à Universidade de Tel Aviv para estabelecer um inovador Centro de Nanociência e Nanotecnologia, que aspira se tornar uma das principais instalações no Médio Oriente. Entre os outros beneficiários de Abramovich está o Sheba Medical Center em Tel Hashomer, para o qual ele doou mais de US $ 60 milhões para vários empreendimentos de medicina avançada. Isso inclui o estabelecimento de um novo centro de medicina nuclear com 2 000 m², os centros Sheba Cancer and Cancer Research, o Pediatric Middle East Congenital Heart Center e o Sheba Heart Center.
Uma doação que Abramovich fez ao Keren Kayemet LeIsrael–Jewish National Fund (KKL–JNF) para um programa abrangente de reabilitação florestal no sul do deserto de Negev ajuda a combater a crescente desertificação da área e promove o aumento do turismo natural na área.
Paralelamente à sua atividade filantrópica, Abramovich investiu cerca de US $ 120 milhões em 20 start-ups israelenses que vão desde medicina e energia renovável até à média social. Entre start-ups apoiadas encontra-se a marca de baterias de recarga rápida Storedot.
Recentemente, devido ao aumento alarmante de casos COVID-19 em Israel, Abramovich deu a Sheba outra doação para uma nova Unidade de Terapia Intensiva subterrânea, abrangendo 5 400 m², para fornecer a Israel uma resposta vital à crise em tempos de emergências nacionais.
Abramovich contribui continuamente para as iniciativas de arte e cultura judaica, como o festival de cultura contemporânea M.ART em Tel Aviv.
O dono do Chelsea, Roman Abramovich, financia um extenso programa, em Israel, que reúne crianças judias e árabes em sessões de treino de futebol. Mais de um milhar de crianças árabes e judias, a cada ano, serão unidas pelo futebol, com o Chelsea financiando a expansão da estrutura e o treino de técnicos locais da equipa do clube. O programa Playing Fair, Leading Peace quebrará barreiras e combaterá a discriminação entre comunidades vizinhas em Israel.

## Outros interesses e atividades

### Arte
Roman Abramovich patrocinou uma exposição de fotografias de Uzbequistão pelo renomado fotógrafo Soviético Max Penson (1893–1959), que abriu em 29 de novembro de 2006 na Coleção Gilbert na Somerset House, em Londres. Anteriormente, ele financiou a exposição "Quiet Resistance: Fotografia Pictorica russa 1900–1930" na mesma galeria em 2005. Ambas as exposições foram organizadas pela Câmara de Moscovo de Fotografia.
Em maio de 2008, Abramovich surgiu como um grande comprador no mercado internacional de leilões de arte. Ele comprou Triptych 1976,de Francis Bacon, por € 61 400 000 (US $ 86 300 000) (um preço recorde para uma obra do pós-guerra da arte) e Benefícios Supervisor de dormir,de Lucian Freud por € 23 900 000 (US $ 33,6 milhões) (um recorde preço para uma obra de um artista vivo).
Seu parceiro Dasha Zhukova está a gerir um Centro de Cultura Contemporânea de garagem | galeria de arte contemporânea em Moscovo, que ocupa um histórico Bakhmetevsky Bus Garage feito por Konstantin Melnikov. O edifício, negligenciado por décadas e parcialmente desmontado por inquilinos anteriores, foi restaurada em 2007–2008 e reaberto ao público em setembro de 2008. As despesas de restauração são creditadas ao patrocínio de Abramovich.

### Iates

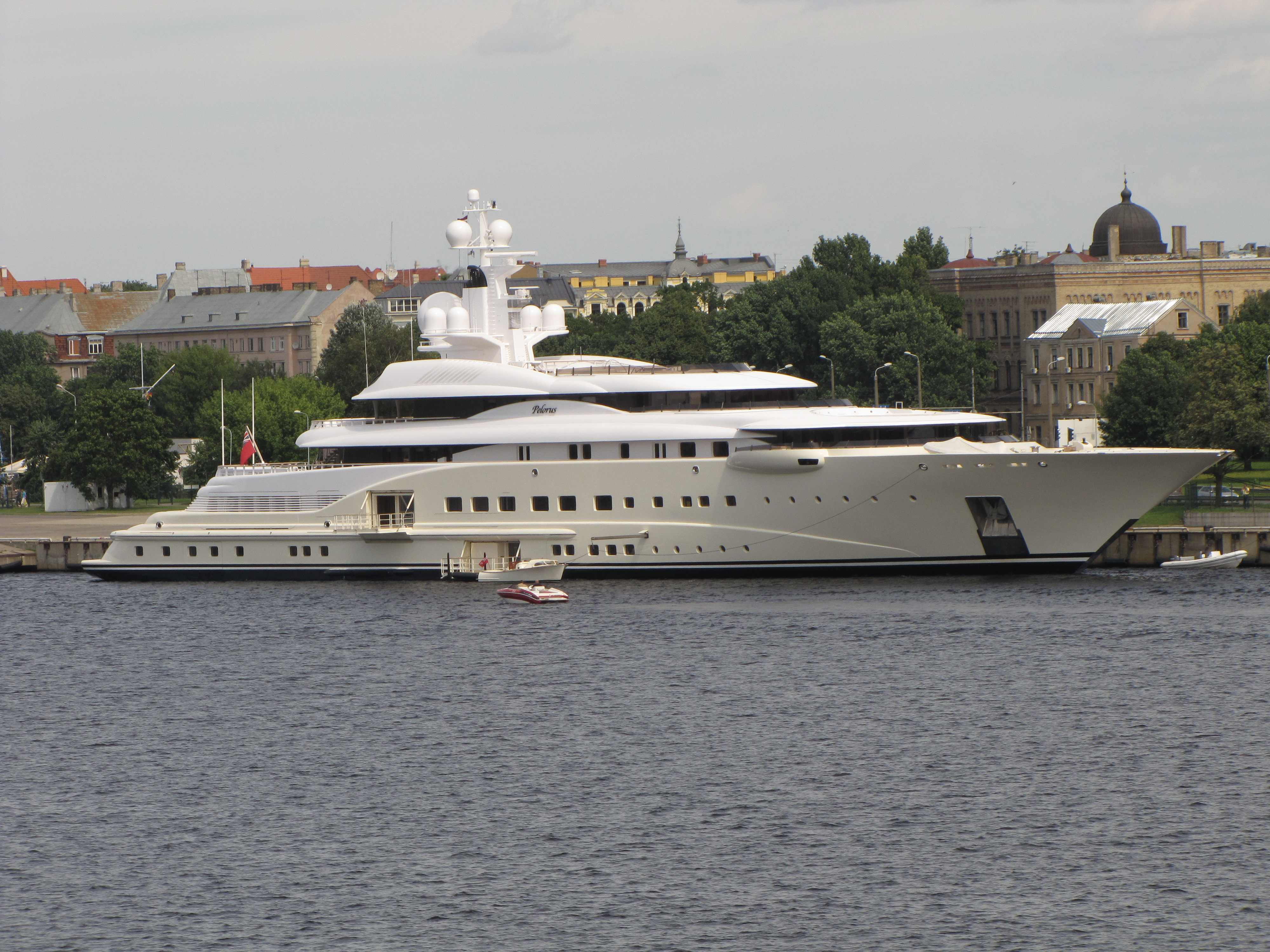
Um dos Iates de Abramovich.

Abramovich se tornou maior gastador do mundo em iates de luxo, e que tinha sido ligado a cinco iates no que a mídia tem chamado de "Marinha de Abramovich": 
- Eclipse 162,5 metros (533 pés) — design ultramoderno por Hermidas Atabeyki. Semelhante a Pelorus com linhas ainda mais agressivas e um esquema tricolor, também com o interior feito por Terence Disdale. Criada na Alemanha por Blohm + Voss, ela foi lançada em setembro de 2009. Abramovich foi ter a devida entrega do iate em dezembro de 2009, que foi adiada por quase um ano depois de testes no mar. Acredita-se ter custado algo em torno US $ 400 milhões, sendo o maior iate privado até então feito, superando em 180 metros (590 pés) o iate Azzam, em 2013.[40] A embarcação inclui ao menos: duas piscinas, um cinema, dois heliportos de embarque e desembarquie, várias cabinas de bordo e um submarino com capacidade de submergir a 160 pés. Ela tem sido relatada a ter um "anti-paparazzi sistema foto-protetor" instalado.
- Titan 78 metros (256 pés) — construídas por Abeking & Rasmussen em 2010, com tanto exterior, bem como design de interiores criados por Reymond & Langton.
- "Sussurro" 49,5 metros (162 pés) — construído por Feadship em 1998

Ex-barcos:
- Pelorus de 115 metros (377 pés) — Construído em 2003 por Lurssen para outro cliente que recebeu seis propostas de venda antes de ela sequer ser concluída, em 2004, aceitando aí a oferta da Abramovich. O interior contemporâneo foi projetado por Terence Disdale. Pelorus foi reaparelhado por Blohm + Voss em 2005 adicionando um novo heliporto em frente e estabilizadores de velocidade zero. Ela foi parcialmente reformado uma vez por Blohm + Voss em 2007–2008. Na maioria das vezes encontrada cruzando o Mediterrâneo Ocidental, Abramovich levou-a anualmente para o Caribe para comemorar a véspera de Ano Novo em St Bart. Dada a Irina em 2009 como parte do acordo de divórcio, ela foi comprado por David Geffen nome 's pelo corretor Merle Wood, com Geffen pagar US $ 300 milhões para tomar posse em 2011.
- Le Grand Bleu 112 metros (367 pés) de expedição do iate) — anteriormente propriedade de John McCaw, Abramovich comprou para ele em 2002 e teve seu interior completamente remodelados, incluindo um 16 pés (4,9 m) nadar plataforma e esportes dock. Ele apresentou-a a seu sócio e amigo Eugene Shvidlerem em Junho de 2006.
- Ecstasea 85 metros (279 pés) — A maior Feadship construídos até à data. Ela tem uma turbina a gás ao lado dos motores diesel convencionais, que dá sua alta velocidade de cruzeiro. Abramovich vendeu o barco para a família Al Nayhan em 2009.
- Luna 115 metros (377 pés) — fornecidos a Roman Abramovich, o maior iate de expedição do mundo. Vendido para seu amigo azeri, bilionário da Farkhad Akhmedov em abril de 2014 por 360 milhões de dólares. Possui um tanque de combustível 1 000 000 litros, 7 motores outputting 15 000 hp impulsionando Luna para uma velocidade máxima de 25 nós, 8 propostas, 15 centímetros de classe gelo casco de aço e 10 VIP Cabins.

### Aeronaves

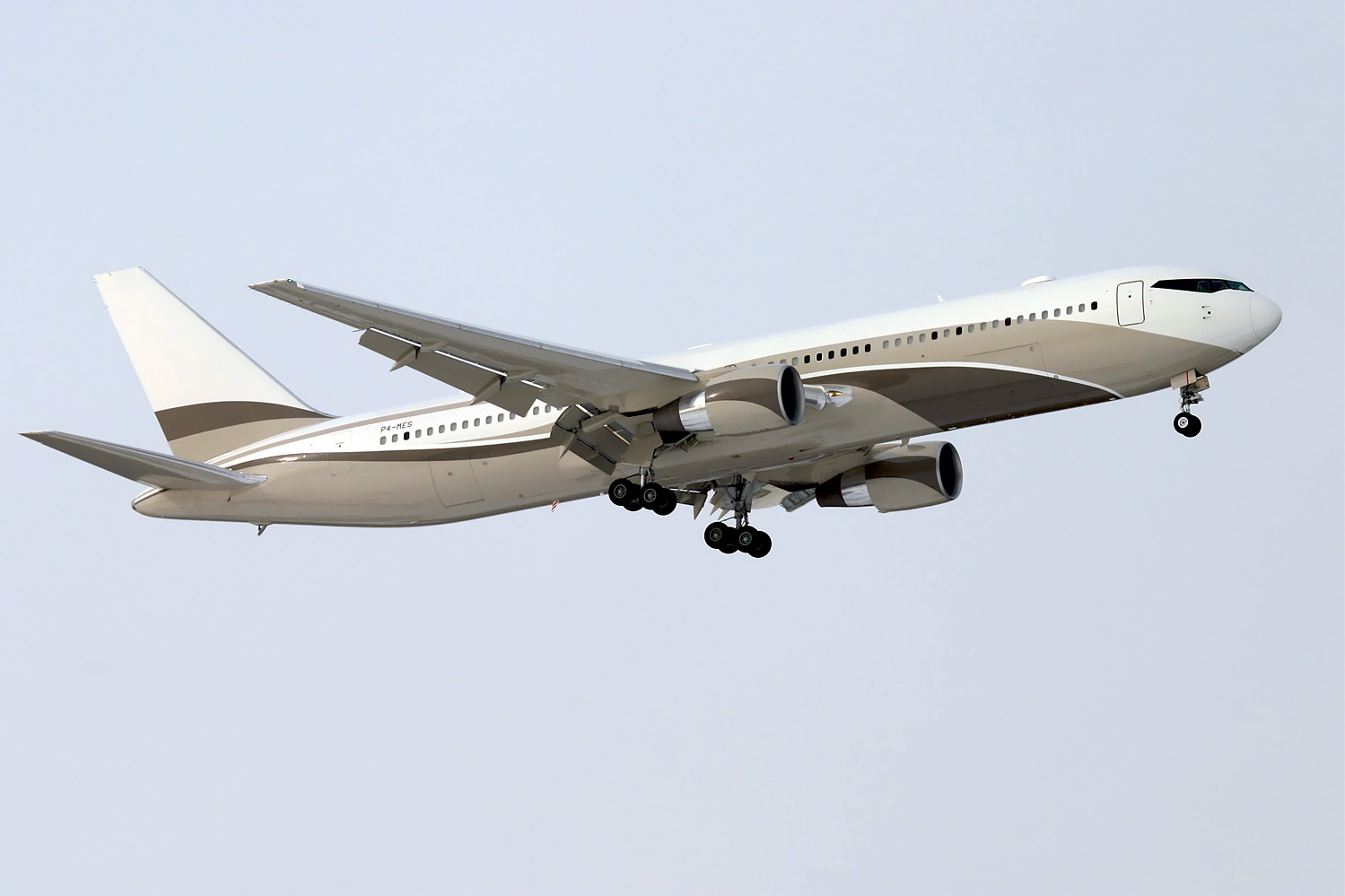
O Boeing de Abramovich.

Ele é dono de uma aeronave privada Boeing 767–33A, registrada em Aruba como P4-MES. Ele é conhecido como "The Bandit", devido à sua detalhe na pintura do cockpit. Originalmente, a aeronave foi ordenada pela Hawaiian Airlines, mas a ordem foi cancelada e Abramovich comprou da Boeing e a remodelou para suas próprias necessidades. Ele também é dono de uma Dassault Falcon 7X com registro LX-MES. É chamado de 'Mini bandit".

## Acusações
Abramovich é acusado na Justiça russa de desvio de centenas de milhões de rublos em impostos. Não sofreu o destino de Berezovski, entre outras coisas por gozar de imunidade, na qualidade de ex-governador de Chukotka — um distrito gelado da Rússia — embora a Câmara de Auditoria, órgão do governo russo, o acuse de desvios de dinheiro durante seu mandato.
Abramovich confessou ter pago bilhões de dólares por favores políticos e proteções honorárias em troca do controle da riqueza mineral no processo de privatização do Estado soviético. Ele subornou os velhos oligarcas em troca de uma grande quota do petróleo da Rússia e ativos de alumínio.
Abramovich foi acusado pelo jornal francês Le Monde de estar envolvido no contrabando de diamantes de Angola. E o jornal inglês The Times revelou que parte do empréstimo de 4,8 bilhões de dólares do FMI à Rússia, durante a crise financeira de 1998, foi desviada pelo então presidente Ieltsin para a Suíça, onde ficou sob o controle da Runicom, empresa de Abramovich que este ano passou a ser cobrada judicialmente pelo Banco Europeu para Reconstrução e Desenvolvimento por uma dívida de 14 milhões de dólares.

## Julgamentos

### Julgamento na Suíça
Em 2016, Abramovich entrou com um pedido de autorização de residência na Suíça, no cantão de Valais, um lar em matéria de impostos para empresários bem-sucedidos, e planejava transferir a sua residência fiscal para o município suíço. As autoridades de Valais concordaram prontamente com o pedido e transferiram o pedido para a Secretaria de Estado da Migração da Suíça para aprovação. Uma vez lá, os investigadores da FedPol expressaram suspeitas e se opuseram ao pedido. Como resultado, Abramovich retirou o seu pedido em junho de 2017. No entanto, após uma saga legal de três anos, em 2021 as autoridades suíças inocentaram o empresário de qualquer suspeita.

### Julgamento em Londres
Em 24 de novembro de 2021, a Suprema Corte de Londres decidiu que um livro que afirmava que Roman Abramovich comprou o clube de futebol Chelsea por ordem do Kremlin era difamatório. O livro “O Povo de Putin” continha falsidades, de acordo com o Tribunal. Um Porta-Voz de Abramovich disse à imprensa: "Estamos satisfeitos que o julgamento tenha concluído que o livro contém um total de 9 acusações difamatórias contra o Sr. Abramovich".